# Pliciloricidae
Los plicilorícidos (Pliciloricidae) son una familia de organismos marinos de phylum Loricifera, descritos por Higgins & Kristensen, 1986.

## Lista de géneros
- Pliciloricus Higgins & Kristensen, 1986[2]
- Rugiloricus Higgins & Kristensen, 1986[2]
- Titaniloricus Gad, 2005[2]